# Jonathan Safran Foer
Jonathan Safran Foer (* 21. února 1977) je americký spisovatel známý především díky svým dvěma románům Naprosto osvětleno (2002) a Příšerně nahlas a k nevíře blízko (2005). Mezi jeho další dílo z oblasti literatury faktu patří kniha Jíst zvířata (2009) nebo grafický román Tree of Codes (2010). Jeho poslední román Here I Am byl publikován v roce 2016. Do češtiny zatím nebyl přeložen. Mimo svou autorskou činnost vyučuje tvůrčí psaní na New York University.

## Mládí a vzdělání
Foer se narodil ve Washingtonu, D.C. Albertu a Esther Foerovým. Jeho otec je právník a prezident amerického antimonopolního institutu. Esther Safran Foerová je potomkem přeživších holokaustu původem z Polska. Působí jako poradce v synagoze Sixth & I Historic Synagogue. Foer je prostřední ze tří synů v židovské rodině. Jeho starší bratr Franklin je bývalým editorem The New Republic a mladší bratr Joshua je zakladatelem magazínu Altas Obscura. Nadaný, výrazný a citlivý chlapec, kterým Foer v dětství byl, se v osmi letech zranil při nehodě ve školní chemické laboratoři. Následkem bylo „něco jako nervové selhání, které se táhlo po asi tři roky, a během kterého nechtěl dělat „nic jiného než moct vyskočit z vlastního těla.“
Foer navštěvoval soukromou střední školu ve Washingtonu, a v roce 1994 vycestoval spolu s dalšími mladými Američany židovského původu do Izraele v rámci programu sponzorovaného nadací Edgara Bronfmana. V roce 1995 v prvním ročníku Princetonské univerzity se Foer zapsal do úvodního kurzu kreativního psaní vedeného spisovatelkou Joyce Carol Oatesovou, kterou zaujal jeho styl psaní a tvrdila, že má „tu nejdůležitější spisovatelskou vlastnost – energii.“ Foer později vzpomínal: „Jako první mě přiměla myslet si, že bych mohl psaní zkusit brát vážně. A to docela změnilo můj život.“ Oatesová vedla i Foerovu magisterskou diplomovou práci, ve které zkoumá život své prababičky z matčiny strany Louisy Safran, která přežila Holokaust. Za svou práci obdržel Foer cenu Princetonu za kreativní psaní. 
Po absolvování Princetonu studoval krátce lékařskou fakultu Mount Sinai v New Yorku, kterou ale opustil, aby mohl pokračovat ve své spisovatelské kariéře.

## Kariéra
V roce 1999 Foer absolvoval na Princetonské univerzitě, získal titul z filozofie a odjel na Ukrajinu, aby rozšířil svou závěrečnou práci. Roku 2001 editoval sbírku A Convergence of Birds: Original Fiction and Poetry Inspired by the Work of Joseph Cornell, do které přispěl vlastní povídkou s názvem „If the Aging Magician Should Begin to Believe.“ Diplomová práce postupně přerostla v román Naprosto osvětleno (2002; v ČR vydalo nakladatelství BB Art, přeložil Richard Podaný). Kniha získala národní cenu za židovskou literaturu (National Jewish Book Award; 2001), první cenu deníku The Guardian (Guardian First Book Award; 2002) i další ocenění. V roce 2005 byl Foerův první román zfilmován. Scénář napsal a režíroval Liev Schreiber a hlavního protagonistu si zahrál Elijah Wood.
Foerův druhý román Příšerně nahlas a k nevíře blízko byl vydán roku 2005 (nakl. BB Art, překlad Richard Podaný). Na pozadí teroristických útoků z 11. září v New Yorku vypráví příběh devítiletého Oskara Schella, který se vyrovnává se smrtí svého otce, který ve Světovém obchodním centru zahynul. V románu autor používá techniku vizuálního psaní. Proplétající se dějové linie jsou okořeněné fotografiemi dveřních klik a jiných zvláštností a zakončuje je flipbook složený ze 14 fotografií. Použití těchto nezvyklých technik sklidilo chválu, ale bylo i terčem nemalé kritiky. Studia Warner Bros. a Paramount natočila podle románu film produkovaný Scottem Rudinem. Režie se ujal Stephen Daldry.
V roce 2005 napsal Foer libreto k opeře Seven Attempted Escapes From Silence, která měla premiéru v berlínské státní opeře 14. září 2005. O rok později nahrál komentář pro dokumentární film If This is Kosher..., který odhaluje proces certifikace košer produktů a zastává se židovského  vegetariánství.

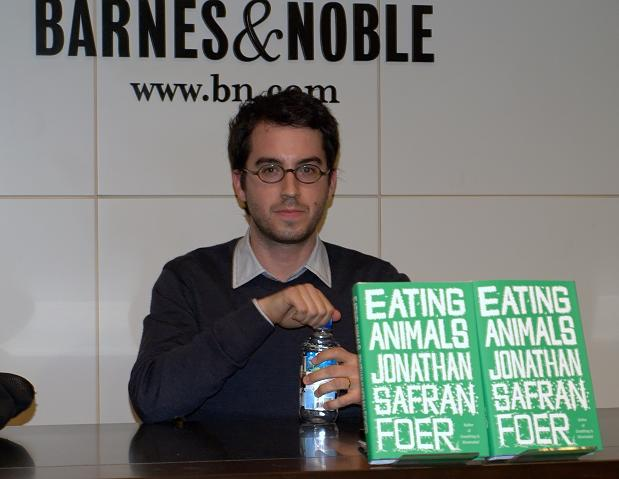
Foer v New Yorku při diskuzi o knize Jíst Zvířata.

Na jaře roku 2008 učil Foer poprvé kreativní psaní fikce externě na Yaleově univerzitě. V současnosti působí na New York University, kde vyučuje studenty magisterského programu. Foerův třetí román Tree of Codes byl vydán v listopadu 2010. Společně s Nathanem Englanderem editoval v roce 2012 novou americkou hagadu (The New American Haggadah).
V roce 2009 vydal Foer knihu Jíst zvířata, která se stala bestsellerem New York Times. Kniha nabízí bohatou morální diskuzi nad některými důsledky rozrůstání farmářských velkochovů. Snaží se vysvětlit proč a jak je možné, že lidé chovají tolik lásky ke svým domácím mazlíčkům a zároveň jsou tak lhostejní k ostatním tvorům, a zkoumá, co o nás tento rozpor prozrazuje a jaké příběhy z něj vyplývají. Z velké části se kniha zabývá právě „vyprávěním příběhů“, stejný název ostatně nese první o poslední kapitola. Vyprávěním Foer proniká do hloubky celého tématu, tedy toho, že jíme zvířata, a nakonec naznačuje, že to, jak si vybíráme potravu, vypráví příběh o nás samotných, o naší historii a hodnotách.
V květnu 2012 podepsal Foer smlouvu na dvě knihy s vydavatelstvím Little, Brown and Company. Foerův další román Escape From Children‘s Hospital měl být vydán již v roce 2014, v edičním plánu nakladatelství už však nefiguruje.
Foer je také členem představenstva neziskové organizace Farm Forward, která zavádí inovační strategie a podporuje svědomité stravování. Tím se snaží redukovat utrpení farmářských zvířat a prosazovat udržitelné zemědělství.

## Názory

### Vegetariánství
Už od svých deseti let byl spisovatel občasným vegetariánem. Během dospívání a studií se považoval za vegetariána, ale i tak bezmasou dietu mnohdy porušil. V knize Jíst zvířata byla vydána 2. listopadu 2009. V ní spisovatel prohlásil, že si dlouho nebyl jistý svým názorem na konzumaci zvířat, ale narození jeho prvního syna ho inspirovalo k akci, protože teď v této věci rozhoduje i jeho jménem.

## Osobní život
V červnu 2004 se Foer oženil se spisovatelkou Nicole Kraussovou. Mají spolu dvě děti. Pár se rozešel v roce 2014, zůstávají přáteli a žijí blízko sebe ve svých domovech v Brooklynu.

## Kritika
Někteří kritici vnímají Foera jako názorově polarizovanou postavu moderní literatury kvůli jeho experimentálním technikám psaní. Harry Siegel napsal v kritickém článku pro New York Press: „Foer má být novým Philipem Rothem, ale cukrování se sylogismem, nesmyslnými ilustracemi a typografickými triky na Rotha vůbec nesedí a nijak se nepodobá ani tomu nejpošetilejšímu z jeho díla.“ The Huffington Post zařadil Foera na seznam patnácti nejpřeceňovanějších současných amerických spisovatelů.

## Dílo

### Beletrie
- Naprosto osvětleno (2002)
- Příšerně nahlas a k nevíře blízko (2005)
- Tree of Codes (2010)
- Here I Am (2016)[29]